# Ve víru vášně
Ve víru vášně (v anglickém originále Life on the Fast Lane) je 9. díl 1. řady (celkem 9.) amerického animovaného seriálu Simpsonovi. Scénář napsal John Swartzwelder a díl režíroval David Silverman. V USA měl premiéru dne 18. března 1990 na stanici Fox Broadcasting Company a v Česku byl poprvé vysílán 19. března 1993 na stanici ČT1.

## Děj
Když Homer zapomene na Marginy 34. narozeniny, spěchá do springfieldského nákupního centra, kde si koupí bowlingovou kouli a vydává ji za dárek pro ni. Patty a Selma pozvou Marge na narozeninovou večeři do restaurace Singing Sirloin, kde jí Bart daruje francouzský parfém a Líza jí věnuje portrét své matky z makarónů a lepidla jako Monu Lisu. Z obou dárků má radost, protože díky dětem se na své narozeniny cítila milovaná a výjimečná. Když jí Homer daruje bowlingovou kouli, ta prorazí krabici a rozmačká její narozeninový dort. Všichni jsou překvapeni Homerovou bezohledností kromě Patty a Selmy, které předtím narážely na mizernou historii jeho dárků. Sedí samolibě, když Marge vynadá Homerovi, že ji urazil dárkem pro sebe, a poukáže na to, že v životě nechodila na bowling a že koule je nadepsaná jeho jménem. 
Marge je rozhodnutá naučit se hrát kuželky, aby Homera naštvala, a navštíví Barneyho kuželkárnu. Tam se seznámí s francouzským instruktorem bowlingu Jacquesem, jenž jí nabídne lekce. Když se jí zeptá na jméno napsané na kouli, řekne mu, že koule se jmenuje Homer, a zapomene se zmínit, že je vdaná. Po několika lekcích bowlingu se Jacques a Marge dohodnou, že se sejdou na pozdní snídani. 
Jejich brunch probíhá dobře až do chvíle, kdy spatří Helenu Lovejoyovou, místní drbnu a kazatelovu ženu, která se zdá být potěšena, že Marge má jiného muže než svého manžela. Poté, co Jacques odvrátí Helenino vtíravé chování předstíráním diskuze o teorii bowlingu, požádá Marge, aby se s ním druhý den sešla v jeho bytě, což způsobí, že Marge omdlí. V bezvědomí vidí sama sebe, jak tančí s Jacquesem v jeho luxusním bytě s bowlingovou tematikou. Jakmile se Marge po své romantické představě probere, přijme Jacquesovo pozvání. 
Mezitím Homer najde osobní bowlingovou rukavici, kterou dal Jacques Marge, a uvědomí si, že ji může ztratit kvůli jinému muži. Bart si brzy uvědomí, že Lízino podezření, že se jejich rodiče vzdalují, je pravdivé a radí Homerovi, aby o Margině podezření na milostný poměr mlčel, aby se situace ještě nezhoršila. 
Marge odjíždí na schůzku s Jacquesem, ale během jízdy si vzpomene na svůj celoživotní závazek vůči Homerovi. Přijde na rozcestí: jedna cesta vede do Springfieldské jaderné elektrárny, druhá do Jacquesova bytu. Poté, co se Marge trápí nad svým rozhodnutím, překvapí rozrušeného Homera v elektrárně a vřele ho políbí. Nadšený Homer opustí své pracovní místo a odnese Marge v náručí. Když se ho spolupracovníci ptají, co mají říct šéfovi, Homer jim řekne, že si Marge vezme na zadní sedadlo svého auta a bude pryč deset minut.

## Produkce
Díl napsal John Swartzwelder a režíroval jej David Silverman. Když byla epizoda původně plánována, měl v ní Albert Brooks namluvit „Björna“, švédského tenisového instruktora, ale Brooks usoudil, že by bylo vtipnější, kdyby postava byla francouzská, a tak došlo ke změně. Anglický název dílu měl původně znít Bjorn to Be Wild, čímž se vysvětluje alternativní název epizody Jacques to Be Wild. Brooks improvizoval téměř všechny své dialogy a vytvořil více než tři hodiny materiálu. Smích Marge během její lekce bowlingu byl přirozeným smíchem Julie Kavnerové, která se smála něčemu, co právě řekl Albert Brooks. Rozšířený zvukový klip s nepoužitými dialogy Alberta Brookse byl k dispozici na třetím disku DVD The Simpsons The Complete First Season.
Pasáž, v níž rodina vyhazuje krabici s pizzou, byla speciálně navržena Johnem Swartzwelderem tak, aby vypadala surrealisticky, a rodina se v ní vzájemně fotografuje švenkováním. Měsíc byl navržen tak, aby připomínal bowlingovou kouli ve scéně, v níž Jacques odváží Marge domů. Restaurace, kterou Jacques a Marge navštěvují, se jmenuje Shorty's; původně bylo zamýšleno, že se v pozadí bude pohybovat kuchařská čepice, což naznačovalo, že majitel je malý, ale od tohoto konceptu bylo upuštěno, protože se zdál být příliš hloupý. Závěr epizody je odkazem na film Důstojník a džentlmen, který musel David Silverman nejprve zhlédnout, aby věděl, jak scénu připravit. Homerovu hlášku „příliš vzrušující“, když vidí obchod se spodním prádlem, napsal James L. Brooks. Během telefonického rozhovoru Marge s Patty a Selmou je vidět, jak Maggie opakovaně cucá dudlík; od tohoto konceptu se v pozdějších epizodách upustilo, protože byl považován za přílišné odvádění pozornosti od dialogů.

## První výskyty
V epizodě se poprvé objevuje Barneyho kuželkárna. Její původní příběh byl takový, že ji vlastnil Barney Gumble. Postupem času se to změnilo na to, že Barney byl pouze zaměstnancem, protože si scenáristé nedokázali představit, že by Barney něco vlastnil. Posléze vyšlo najevo, že majitelem je Barneyho strýc. Exteriér kuželkárny navrhl člen skupiny No Doubt Eric Stefani. V epizodě se také poprvé objevují Lenny Leonard a Helena Lovejoyová.

## Kulturní odkazy
Margin sen se podobá tanečnímu číslu z filmu The Gay Divorcee. Závěrečná scéna, v níž Marge vejde do elektrárny a Homer ji odnese, je odkazem na film Důstojník a džentlmen a je v ní použita instrumentální verze písně „Up Where We Belong“. Název dílu inspirovala píseň skupiny Eagles „Life in the Fast Lane“.

## Přijetí
V původním vysílání skončil díl v týdnu od 12. do 19. března 1990 na 11. místě ve sledovanosti s ratingem 17,5, což odpovídá přibližně 16,1 milionu domácností. V tom týdnu se jednalo o nejsledovanější pořad na stanici Fox, který předstihl pořad Ženatý se závazky.
Po odvysílání epizoda získala od televizních kritiků převážně pozitivní hodnocení. Warren Martyn a Adrian Wood, autoři knihy I Can't Believe It's a Bigger and Better Updated Unofficial Simpsons Guide, ji označili za „velmi dobrou a jistou epizodu, u které si někteří diváci (zejména divačky) na závěr rvali vlasy“. Nathan Rabin z The A.V. Clubu díl pochválil a prohlásil: „Je to velmi dobrá epizoda. V Simpsonových by se našlo mnoho vtipnějších a rychlejších dílů, ale jen málokterý se může dílu Ve víru vášně vyrovnat co do emocionální hloubky a charakterizace postav.“. Server IGN označil hostování Alberta Brookse v této epizodě spolu s jeho dalšími čtyřmi výstupy za nejlepší hostování v historii seriálu.
David B. Grelck v DVD recenzi 1. řady ohodnotil tuto epizodu známkou 4 z 5 a zařadil ji spolu se Světákem Homerem mezi své nejoblíbenější díly řady. Colin Jacobson z DVD Movie Guide v recenzi uvedl, že se jedná o „další dobrou, ale ne skvělou epizodu“, a dodal, že Albert Brooks díl oživil: „Jacques se stává vtipným ani ne tak díky samotným hláškám, ale díky Brooksovu přednesu.“. Další recenze na DVD od The Digital Bits díl označila za „jednu z nejoblíbenějších epizod první řady“.
Tato epizoda získala v roce 1990 cenu Emmy za vynikající animovaný pořad (za pořad do jedné hodiny), porazila tak díl Vánoce u Simpsonových a zároveň se stala prvním dílem Simpsonových, jenž tuto cenu získal.
V článku pro Entertainment Weekly z roku 2000 Matt Groening zařadil tuto epizodu na druhé místo svých nejoblíbenějších epizod všech dob, hned po Ďábelském Bartovi. Entertainment Weekly umístil epizodu na 21. místo svého seznamu 25 nejlepších dílů seriálu Simpsonovi a označil ji za „výkladní skříň charakterů a srdce seriálu“. Gregory Hardy z Orlando Sentinel díl označil za patnáctou nejlepší epizodu seriálu se sportovní tematikou. 23. nejlepší filmovou referenci v historii seriálu označil Nathan Ditum z Total Filmu za odkaz na Důstojníka a džentlmena.

### Odkaz
Vydání sloupku Dear Abby z 15. března 2004 bylo staženo, protože vyšlo najevo, že jeden z uvedených dopisů byl podvrh. Redaktor novin si všiml, že problém citovaný v dopise je totožný se zápletkou tohoto dílu. Kathie Kerrová, mluvčí Universal Press Syndicate, uvedla, že „to znělo příliš podobně na to, aby to nebyl podvod“.